# Communauté de communes des Ballons des Hautes-Vosges
Die Communauté de communes des Ballons des Hautes-Vosges ist ein französischer Gemeindeverband mit der Rechtsform einer Communauté de communes im Département Vosges in der Region Grand Est. Der Gemeindeverband wurde am 12. Oktober 2012 gegründet und umfasst acht Gemeinden. Der Verwaltungssitz befindet sich im Ort Le Thillot.

## Historische Entwicklung
Der Gemeindeverband entstand mit Wirkung vom 1. Januar 2013 durch de Fusion der Vorgängerorganisationen
- Communauté de communes des Ballons des Hautes Vosges et de la Source de la Moselle und
- Communauté de communes des Mynes et Hautes-Vosges du sud.

## Mitgliedsgemeinden
| Gemeinde                                             | Einwohner 1. Januar 2022 | Fläche km² | Dichte Einw./km² | Code INSEE | Postleitzahl |
| ---------------------------------------------------- | ------------------------ | ---------- | ---------------- | ---------- | ------------ |
| Bussang                                              | 1.289                    | 27,63      | 47               | 88081      | 88540        |
| Ferdrupt                                             | 731                      | 14,60      | 50               | 88170      | 88360        |
| Fresse-sur-Moselle                                   | 1.662                    | 18,41      | 90               | 88188      | 88160        |
| Le Ménil                                             | 984                      | 20,38      | 48               | 88302      | 88160        |
| Le Thillot                                           | 3.198                    | 15,14      | 211              | 88468      | 88160        |
| Ramonchamp                                           | 1.817                    | 15,74      | 115              | 88369      | 88160        |
| Rupt-sur-Moselle                                     | 3.458                    | 45,55      | 76               | 88408      | 88360        |
| Saint-Maurice-sur-Moselle                            | 1.364                    | 37,00      | 37               | 88426      | 88560        |
| Communauté de communes des Ballons des Hautes-Vosges | 14.503                   | 194,45     | 75               | –          | –            |